# Juroszki
Juroszki (Юрошки) – rosyjska wieś (ros. деревня, trb. dieriewnia) na pionierskim osiedlu wiejskim w rejonie smoleńskim (obwód smoleński).

## Geografia
Miejscowość położona jest nad rzeką Upokoj, 2,5 km od drogi regionalnej 66K-22 (Szczeczenki – Monastyrszczina), 18,5 km od drogi federalnej R135 (Smoleńsk – Krasnyj – Gusino), 23,5 km od drogi federalnej R120 (Orzeł – Briańsk – Smoleńsk – Witebsk), 35,5 km od drogi magistralnej M1 «Białoruś», 2,5 km od centrum administracyjnego osiedla wiejskiego (Sanniki), 30,5 km od Smoleńska, 29,5 km od najbliższego przystanku kolejowego (443 km).

## Demografia
W 2010 r. miejscowość zamieszkiwało 18 osób.